# Nikolay Kolesnikov
Pour les articles homonymes, voir Kolesnikov.
Nikolay Kolesnikov, né le 8 septembre 1953 à Alma-Ata, est un ancien athlète, spécialiste du 100 m, médaillé olympique pour l'Union soviétique.
Aux Jeux olympiques d'été de 1976, il fut éliminé en demi-finale sur 200 m mais remporta le bronze sur 4 × 100 m. Il connut encore le succès au niveau continental, obtenant le titre en salle sur 60 m en 1978.

## Palmarès

### Jeux olympiques
- Jeux olympiques d'été de 1976 à Montréal ( Canada)
  - éliminé en demi-finale sur 200 m
  -  Médaille de bronze en relais 4 × 100 m

### Championnats d'Europe d'athlétisme en salle
- Championnats d'Europe d'athlétisme en salle de 1976 à Munich ( Allemagne de l'Ouest)
  - 4e sur 60 m
- Championnats d'Europe d'athlétisme en salle de 1978 à Milan ( Italie)
  -  Médaille d'or sur 60 m
- Championnats d'Europe d'athlétisme en salle de 1979 à Vienne ( Autriche)
  - non partant en finale sur 60 m
- Championnats d'Europe d'athlétisme en salle de 1980 à Sindelfingen ( Allemagne de l'Ouest)
  - 4e sur 60 m

### Coupe du monde des nations d'athlétisme
- Coupe du monde des nations d'athlétisme de 1979 à Montréal ( Canada)
  - 4eau classement général avec l'URSS
  - 8e sur 100 m
  - 6e en relais 4 × 100 m